# Archidiácono de East Riding

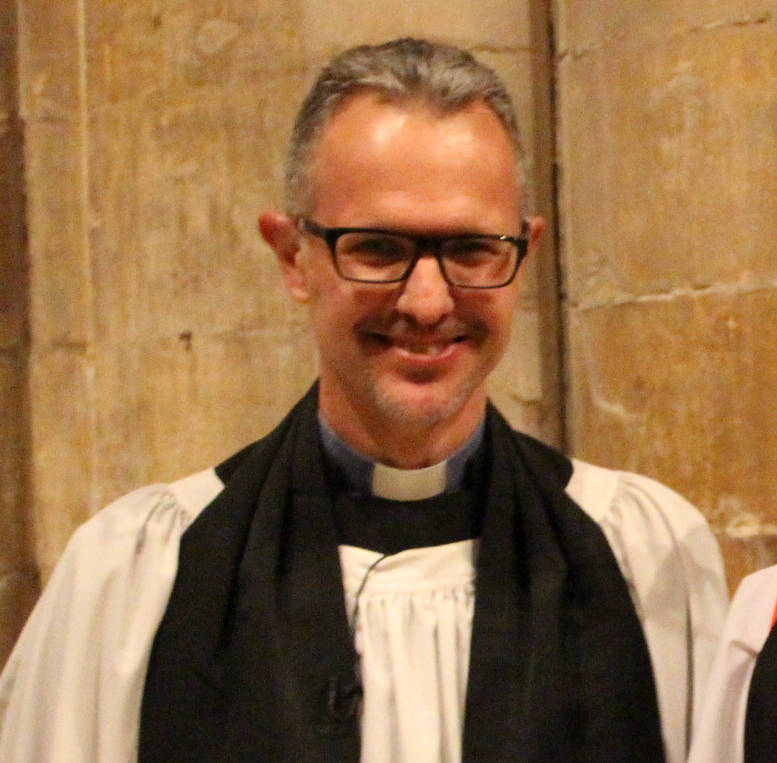
El Archidiácono desde 2014 es Andry Broom

El archidiácono de East Riding es un alto funcionario eclesiástico de un archidiácono o subdivisión de la Diócesis de York de la Iglesia de Inglaterra en la provincia de York . Lleva el nombre de East Riding of Yorkshire y consta de los ocho decanatos rurales de Beverley , Bridlington , Harthill, Howden , Hull , North Holderness , Scarborough y South Holderness.

## Historia
Los archidiáconos ocurrieron en la Diócesis de York antes de 1093; antes de 1128, había cinco sirviendo simultáneamente, probablemente cada uno en su propia área, pero ninguno ocurre con un título territorial antes de 1133.  El título Archidiácono de East Riding se registra por primera vez antes de 1133 con William FitzHerbert , Archidiácono de East Riding (más tarde arzobispo de York ).  De los cinco arcedianos, East Riding es uno de los tres que nunca se ha separado de la diócesis de York.
El arcediano está vacante desde la renuncia de David Butterfield ; el archidiácono en funciones es el archidiácono retirado Peter Harrison ;  el obispo sufragáneo de Hull ejerce la supervisión episcopal sobre el arcediano. El 28 de julio de 2014, se anunció que Andy Broom se convertiría en el próximo archidiácono propiamente dicho.

## Lista de archidiáconos
| - bef. 1093 – bef. 1114 (d.): Ranulph - bef. 1114-1143 (res.): Guillermo de York (William FitzHerbert) - bef. 1147-1153 (res.): Hugh de Puiset - bef. 1154 – bef. 1162 (res.): Juan de Canterbury (Bellesmains) - bef. 1167-1181 (res.): Ralph de Warneville - 1182 – popa. 1189 (res.): Geoffrey (Plantagenet) - 15 de septiembre de 1189 – después. 1194: Burchard de Puiset / du Puiset - 1196-1198 (res.): Eustace - bef. 1199 – bef. 1218 (res.): Hamo (poco claro) - bef. 1218-1227 (m.): Walter de Wisbech - bef. 1228 – popa. 1230: Walter de Taney (más tarde Archidiácono de Nottingham ) - bef. 1235 – popa. 1237: Walter de Woburn (más tarde Archidiácono de Richmond ) - bef. 1247 – popa. 1261 (res.): Simon of Evesham (luego Archidiácono de Richmond) - bef. 1262-1279 (res.): Robert of Scarborough (luego Decano de York ) - 23 de enero de 1280 (antes de 1308): John de Crowcombe / de Craucombe - C. 1308 –bef. 1322 (res.): Bertrand de Fargis - 1316 (privado): William de Ayremynne (beca real) - 4 de mayo de 1322 – antes. 1343 (m.): Denis Haverel - bef. 1343– ?: Aymer Cardinal Robert ( Adhémar Robert , Cardenal-sacerdote de Sant'Anastasia al Palatino ; beca papal) - 24 de agosto de 1343– c. 1352 : Juan de Cestre (beca real) - 29 de diciembre de 1352 – antes. 1359 (res.): William de Walcote - C. 1360-1385 (resolución): Walter Skirlaw - 1364-1370 (res.): John de Hermesthorp (concesión real; ineficaz) - 8 de febrero de 1386-1389 (privado): William de Waltham - 1389-1390 (m.): Francis Cardenal Renzio de Alifia ( Francesco Renzio , Cardenal-diácono de Sant'Eustachio ) - 1390-16 de abril de 1396 (d.): Bartolomé Cardenal Oleari OSB ( Bartolomeo degli Uliari , Cardenal-sacerdote de Santa Pudenziana ; beca papal) - 1393-23 de julio de 1409 (exch.): William Feryby (beca real) - 1396 – bef. 1400 (res.): Christopher Cardinal de Maronibus ( Cristoforo Maroni , Cardenal-sacerdote de San Ciriaco alle Terme Diocleziane ; concesión papal) - 23 de julio de 1409-1416 (m.): William de Waltham (nuevamente) - 20 de octubre de 1416-1418 (res.): Henry Bowet - 25 de septiembre de 1418-1435 (m.): John Wodham - 26 de marzo de 1435 – antes. 1464 (m.): Richard Tone - 13 de marzo de 1464 – antes. 1467 (m.): Robert Clifton - 17 de junio de 1467 – antes. 1475 (m.): John Walter - 14 de diciembre de 1475-1480 (res.): Edmund Audley - 1480-1485 (res.): Edward Pole (luego Archidiácono de Richmond ) | - 13 de enero de 1485 – antes. 1493 (res.): William Poteman - 27 de marzo de 1493-1497 : Henry Carnebull (luego Archidiácono de York ) - 1497 – antes. 1501 (m.): John Hole - 1 de mayo de 1501 - 1504 (res.): Richard Mayew - 12 de junio de 1504-28 de agosto de 1550 (m.): Thomas Magnus - 13 de abril de 1551-9 de noviembre de 1558 (m.): John Dakyn - 24 de noviembre de 1558 – antes. 1568 (m.): William Rokeby - bef. 1569 – antes. 1569 (m.): Martin Parkinson - 9 de agosto de 1569 – antes. 1577 (res.): John May (también obispo de Carlisle desde 1577) - 31 de julio de 1578: John Gibson - 10 de marzo de 1589 – antes. 1615 (f.): Richard Remington - 24 de noviembre de 1615 – antes. 1625 (res.): Marmaduke Blakiston - 9 de septiembre de 1625-1660 (res.): John Cosin - bef. 1661 – junio de 1662 (exch.): Clement Breton (luego Archidiácono de Leicester ) - Junio de 1662 – antes. 1675 (res.): Robert Hitch ( Decano de York desde 1664) - 5 de octubre de 1675 - 6 de marzo de 1702 (m.): William Brearey - 7 de marzo de 1702 - 8 de abril de 1750 (m.): Heneage Dering - 20 de abril de 1750-30 de mayo de 1755 (res.): Jaques Sterne - 30 de mayo de 1755-15 de noviembre de 1784 (m.): Robert Oliver - 11 de diciembre de 1784-16 de febrero de 1786 (m.): Thomas Constable - 3 de marzo de 1786-18 de agosto de 1828 (m.): Darley Waddilove - 2 de octubre de 1828-10 de enero de 1841 (res.): Francis Wrangham - 14 de enero de 1841-12 de septiembre de 1854 (res.): Robert Wilberforce - 4 de octubre de 1854-14 de junio de 1873 (res.): Charles Long - 1873–1892 (res.): Richard Blunt (también obispo sufragáneo de Hull desde 1891) - 1892? –3 de junio de 1898 (m.): James Palmes - 1898-1916 (retirado): Charles Mackarness - 1916-1917: Desconocido / vacante - 1917-17 de abril de 1931 (m.): Malet Lambert - 1931-1934 (res.): Bernard Heywood , obispo sufragáneo de Hull - 1934-1957 (retirado): Henry Vodden , obispo sufragáneo de Hull - 1957-1970 (retirado): Frank Ford (archidiácono emérito 1974-1976) - 1970–1981 (res.): Donald Snelgrove - 1981–1988 (res.): Michael Vickers - 1988–1998 (retirado): Hugh Buckingham (luego archidiácono emérito) - 1999-2006 (retirado): Peter Harrison - Febrero de 2007 a 26 de mayo de 2014 (res.): David Butterfield - 24 de junio de 2014 hasta el presente (en funciones): Peter Harrison (de nuevo) - 6 de octubre de 2014 en adelante (anunciado): Andy Broom |